# Баюк Петро Ксенофонтович
Петро Ксенофонтович Баюк (12 січня 1920, Гальчинці — 5 жовтня 1943) — радянський офіцер, Герой Радянського Союзу, в роки німецько-радянської війни командир батальйону 229-го стрілецького полку 8-ї стрілецької дивізії 13-ї армії Центрального фронту, капітан.

## Біографія
Народився 12 січня 1920 року в селі Гальчинці Волинської губернії в сім'ї селянина. Українець. Закінчив середню школу. Працював головою сільради.
У Червоній Армії з 1940 року. У 1941 році закінчив Тамбовське військове піхотне училище. Служив у піхоті.
Учасник німецько-радянської війни з квітня 1942 року. Воював в морській піхоті, потім командував батальйоном 229-го стрілецького полку (8-ма стрілецька дивізія, 13-ї армія Центральний фронт). Батальйон під його командуванням 22 вересня 1943 року одним з перших в дивізії форсував Дніпро біля села Верхні Жари (Брагінський район Гомельської області, Білорусь) і захопив плацдарм. Відбиваючи контратаки, закріпився на плацдармі і забезпечив переправу головних сил полку. Розширюючи плацдарм і пробиваючись через болота, успішно форсував річку Прип'ять на південь від села Кошівка (Чорнобильський район Київської області, Україна) та стрімкою атакою оволодів селом. Загинув у бою 5 жовтня 1943 року.
За мужність, відвагу і героїзм, проявлені в боротьбі з німецько-фашистськими загарбниками, Указом Президії Верховної Ради СРСР від 16 жовтня 1943 року капітану Баюку Петру Ксенофонтовичу присвоєно звання Героя Радянського Союзу (посмертно).
Похований у місті Чорнобиль Київської області.

## Нагороди, пам'ять
Нагороджений орденом Леніна, двома орденами Червоної Зірки, медаллю.
Біля села Гальчинці встановлено бюст Героя. Його ім'ям названа вулиця в місті Чорнобиль.